# Okopy konfederatów barskich

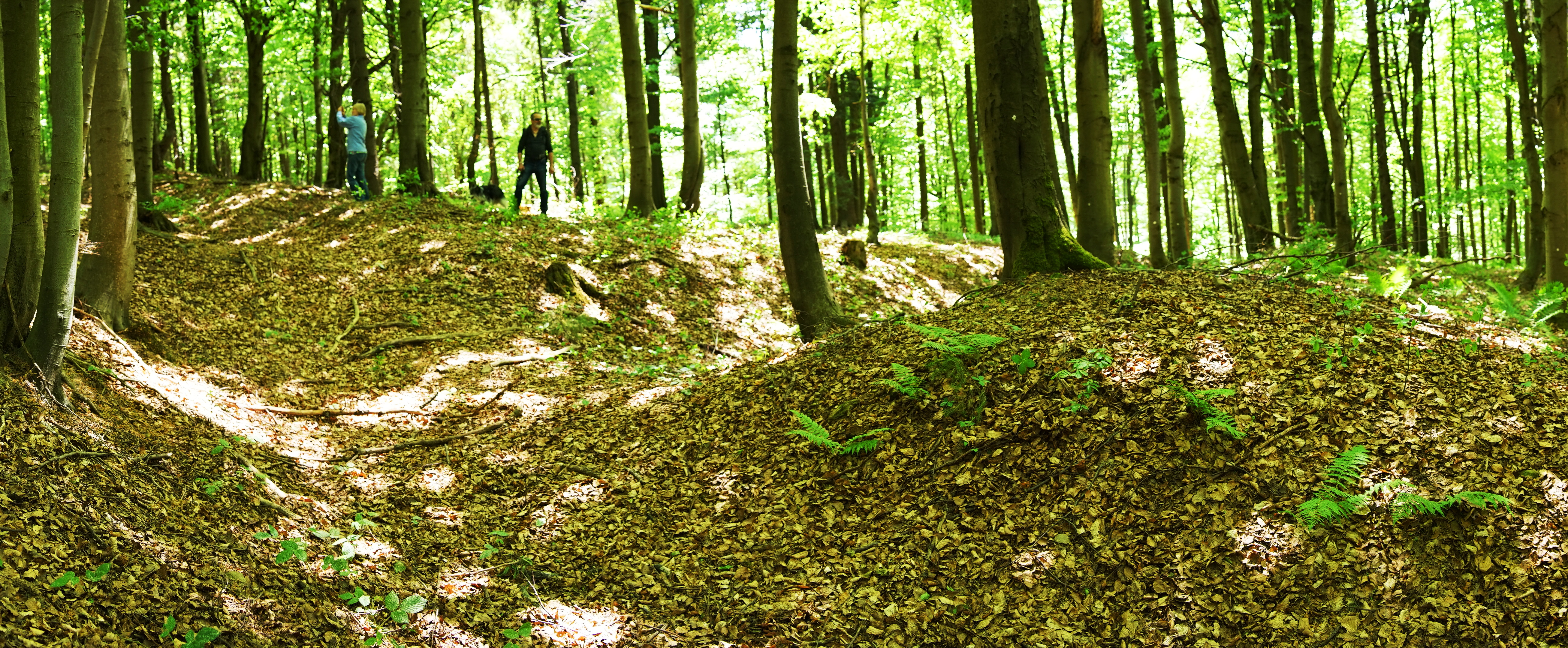
Rezerwat przyrody Okopy Konfederackie

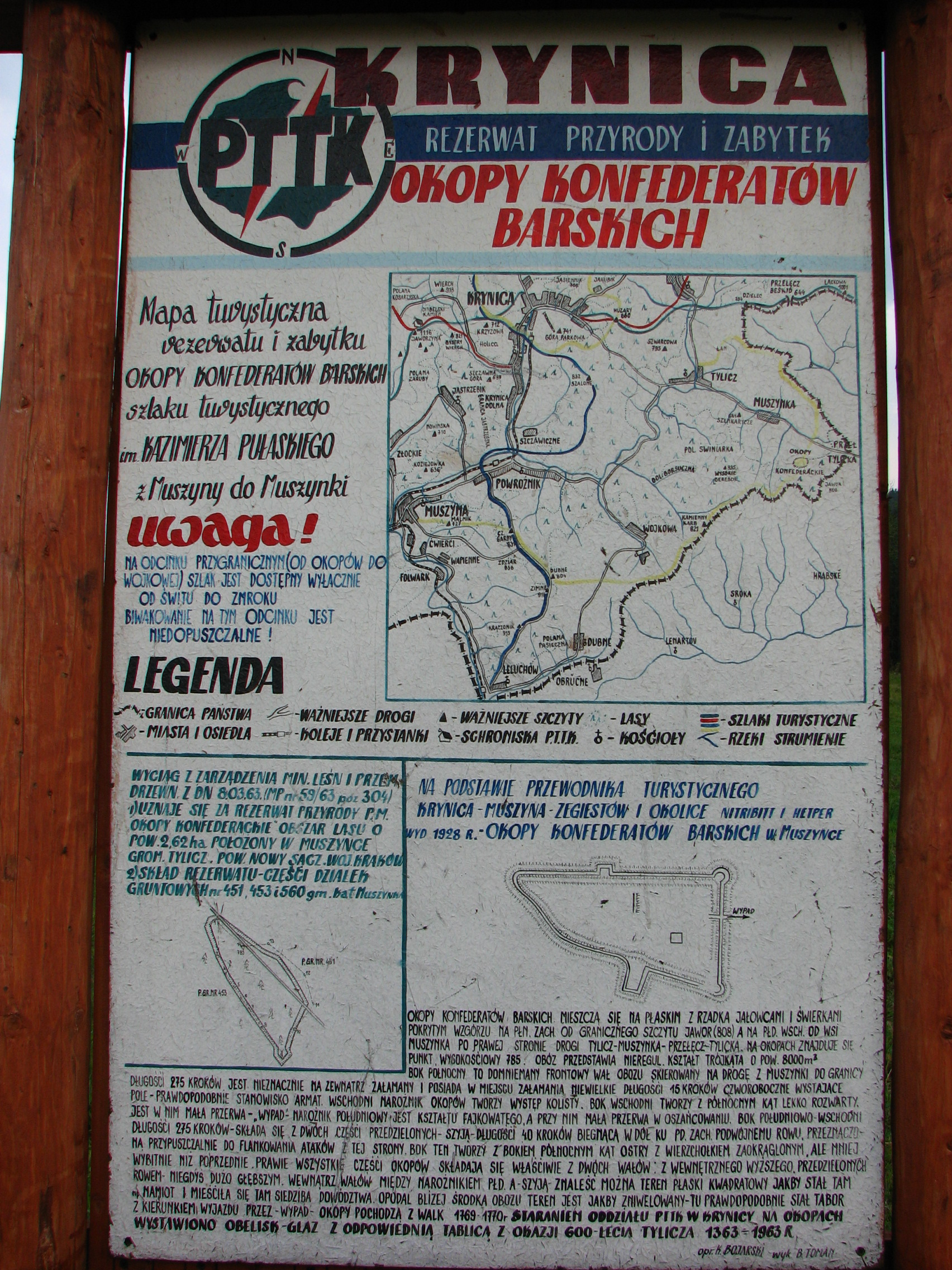
Tablica informacyjna przy drodze krajowej nr 75 między Muszynką a przejściem granicznym ze Słowacją

Okopy konfederatów barskich – umocnienia konfederatów barskich rozrzucone na obszarze południowo-wschodniej Polski i za aktualną granicą wschodnią. Przeważnie były to umocnienia polowe lub półstałe typu bastionowego, budowane w pobliżu baz, np. Jawor lub w ramach modernizacji zamków, np. Lanckorona. W budowie ich pomagali inżynierowie francuscy. Niektóre z nich dotrwały do naszych czasów.

## Obozy warowne Beskidów
W rejonie Beskidu Sądeckiego, Niskiego i Bieszczadów obozy warowne powstały przy przełęczach koło Muszynki, Izb, Blechnarki, Koniecznej, Grabu, Czeremchy, Radoszyc. Początkowo zachowane okopy znane były tylko na Jaworze nad Muszynką, gdzie w 1963 utworzono rezerwat przyrody „Okopy Konfederackie” (gmina Krynica-Zdrój, nadleśnictwo Piwniczna). Natomiast ślady okopów pod Lackową nad Izbami były widoczne do 1985, kiedy zostały zniszczone przez spychacz podczas uzdatniania łąk.
Przed odkryciem w 2014 r. obozu Łupków prawdopodobnie znane były okopy w Koniecznej.

### 250-lecie zawiązania konfederacji barskiej
Z okazji 100-lecia odzyskania niepodległości i 250-lecia zawiązania konfederacji barskiej, szańce konfederatów barskich w Muszynce, Izbach, Wysowej, Koniecznej i Łupkowie, próbowali zlokalizować i zbadać archeolodzy.
Kierownikiem projektu jest prof. Michał Parczewski z Instytutu Archeologii Uniwersytetu Rzeszowskiego.
W badaniach brał udział program telewizyjny „Było, nie minęło”.

### Zestawienie fortyfikacji nadgranicznych
Główne źródło z 2016 r.:
| Nazwa         | Współrzędne                                   | Stan                      | Uwagi                                 |
| ------------- | --------------------------------------------- | ------------------------- | ------------------------------------- |
| Wojkowa       |                                               |                           | pochodzenie niepewne                  |
| Muszynka      | 49°22′06″N 21°05′08″E/49,368333 21,085556     | zachowane relikty szańców | rezerwat przyrody Okopy Konfederackie |
| Izby          |                                               | zachowane relikty szańców |                                       |
| Wysowa        | 49°25′05,3″N 21°09′54,3″E/49,418139 21,165083 | zachowane relikty szańców |                                       |
| Konieczna     |                                               | zachowane relikty szańców |                                       |
| Grab          | 49°25′43,0″N 21°27′10,4″E/49,428619 21,452892 |                           |                                       |
| Barwinek      |                                               |                           |                                       |
| Czeremcha     |                                               |                           |                                       |
| Radoszyce     |                                               |                           |                                       |
| Łupków        |                                               | zachowane relikty szańców | odkryty w 2014 r.                     |
| Roztoki Górne | 49°08′43,7″N 22°19′57,5″E/49,145472 22,332639 | zachowane relikty szańców |                                       |

Uwaga: lista może być niepełna.

#### Zaplecze fortyfikacji nadgranicznych
Mytarka – Szaniec obserwacyjny kontrolujący szlak na Węgry i niedaleką przeprawę drogi Mytarka – Nowy Żmigród.
- Słabo widoczne zarysy kwadratowej reduty o czterech bastionach.
- Długość kurtyny 33,5 m.
- Współrzędne 49°36′37″N 21°30′55″E/49,610278 21,515278[9].

## Strzegocice
Stworzona przez Marcina Lubomirskiego w województwie sandomierskim grupa redut:
- na południe od Strzegocic:
  - pięcioboczna na wysokości 304,7 m n.p.m. o powierzchni 8000 m²,
  - czworoboczna na wysokości 206,1 m n.p.m. o powierzchni 5500 m²,
- między Pilznem a Bielowy, na skarpie nad Wisłoką:
  - siedem czworobocznych o powierzchni 2–3 tys. m².

## Literatura
- Maciej Śliwa, Konfederacja Barska od Spiszu po Bieszczady, Wydawnictwo Posserwis, wyd. I, Kraków 2019.